# جیوه(II) تیوسیانات
جیوه(II) تیوسیانات (Hg(SCN)۲) یک ترکیب شیمیایی معدنی، کمپلکس شیمیایی Hg۲+ و آنیون تیوسیانات است. این ترکیب پودری سفیدرنگ است. این ترکیب حین اشتعال، محصولی مار مانند تولید می‌کند که با نام مار فرعون شناخته می‌شود.

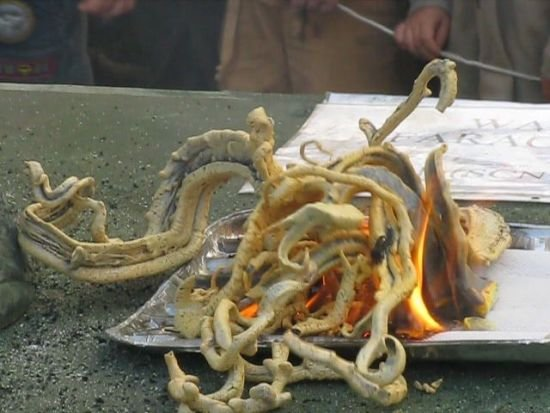
آزمایش مشهور به مار فرعون

## یادکرد
1. ↑  Davis, T. L. (1940). "Pyrotechnic Snakes". Journal of Chemical Education. 17 (6): 268–270. doi:10.1021/ed017p268.